# Andréi Batura
Andréi Batura –en bielorruso, Андрей Батура– (23 de octubre de 1975) es un deportista bielorruso que compitió en lucha grecorromana. Ganó una medalla de plata en el Campeonato Europeo de Lucha de 2000, en la categoría de 85 kg.

## Palmarés internacional
| Campeonato Europeo | Campeonato Europeo | Campeonato Europeo | Campeonato Europeo |
| Año                | Lugar              | Medalla            | Categoría          |
| ------------------ | ------------------ | ------------------ | ------------------ |
| 2000               | Moscú (Rusia)      | Medalla de plata   | 85 kg              |